# Thiel-sur-Acolin
 Thiel-sur-Acolin  là một xã ở tỉnh Allier thuộc miền trung nước Pháp.